# Ziad Al-Tlemçani
Ziad Al-Tlemçani (Túnis, 10 de maio de 1963) é um ex-futebolista tunisiano que atuava como atacante.
Pela Seleção Tunisiana, Ziad jogou 20 partidas, marcando quatro gols.